# Haliclona cioniformis
Haliclona cioniformis är en svampdjursart som först beskrevs av Claude Lévi 1956.  Haliclona cioniformis ingår i släktet Haliclona och familjen Chalinidae.
Artens utbredningsområde är Madagaskar. Inga underarter finns listade i Catalogue of Life.